# Midrasch Aseret ha-Dibrot
Midrasch Aseret ha-Dibrot, deutsch: Midrasch der Zehn Gebote, ist eine nach 600 entstandene jüdische Schrift, kein eigentlicher Midrasch, sondern eine Sammlung von jüdischen und anderen Erzählungen, die die Zehn Gebote in oft kurioser Weise illustrieren, wobei der Zusammenhang mit den ursprünglichen Geboten häufig nur noch schwach ist.
Es existieren viele verschiedene Ausgaben und Bearbeitungen. Es handelt sich wohl um die älteste Sammlung hebräischer Geschichten (abgesehen vom Alphabet des Ben Sira).